# بييت كرامر
بييت كرامر (بالهولندية: Piet Kramer)‏ هو مهندس معماري هولندي، ولد في 1 يوليو 1881 في أمستردام في هولندا، وتوفي في 4 فبراير 1961 في فيلسن في هولندا.